# Stephanie Storbank
Stephanie Storbank (født 20. januar 1983 i Brande) er en dansk politiker som var været borgmester for Venstre i Billund Kommune fra 1. januar 2022.

## Privatliv
Storbank er født i Brande og opvokset i Holstebro. Hun er uddannet sygeplejerske og har efterfølgende taget en kandidatuddannelse i pædagogisk psykologi fra Aarhus Universitet.
Storbank har boet i Stenderup-Krogager siden 2011. Hun er gift med Kenneth Storbank og har tre børn.

## Politisk karriere
Storbank blev valgt til byrådet i Billund Kommune første gang i 2017 og blev formand for Unge- og Kulturudvalget i byrådet. Den tidligere Venstre-borgmester i kommunen gennem 20 år, Ib Kristensen, valgte ikke at genopstille ved kommunalvalget 2021, og Storbank blev ny spidskandidat for Venstre. Hun overtog borgmesterposten i Billund Kommune 1. januar 2022.